# Garmisch-Partenkirchen
Garmisch-Partenkirchen (zkráceně Ga-Pa) je město v Bavorsku (Německo), asi 100 km na jih od Mnichova, poblíž hranice s Rakouskem, ležící pod horským masivem pohoří Wetterstein. V blízkosti se nachází známé lyžařské středisko Garmisch Classic. Město vzniklo roku 1935 sloučením Garmische a Partenkirchenu. Ve městě žije přibližně 28 tisíc obyvatel.
V roce 1936 se zde konaly Zimní olympijské hry a v letech 1978 a 2011 mistrovství světa v alpském lyžování. Každoročně se zde na Nový rok koná závod ve skocích na lyžích, který je součástí Turné čtyř můstků. Na jaře 2007 byl 57 let starý skokanský můstek stržen a postaven nový, který měl premiéru 21. prosince 2007.
Z Garmisch-Partenkirchenu jezdí zubačka pod vrchol nejvyšší německé hory Zugspitze (2962 m n. m.)

## Osobnosti města
- Hermann Levi (1839–1900), dirigent a klavírista
- Richard Strauss (1864–1949), hudební skladatel
- Avery Brundage (1887–1975), prezident IOC
- Michael Ende (1929–1995), spisovatel
- Felix Neureuther (* 1984), lyžař
- Maria Rieschová (* 1984), lyžařka
- Fanny Chmelarová (* 1985), lyžařka
- Magdalena Neunerová (* 1987), biatlonistka
- Miriam Gössnerová (* 1990), biatlonistka
- Laura Dahlmeier (1993–2025), biatlonistka

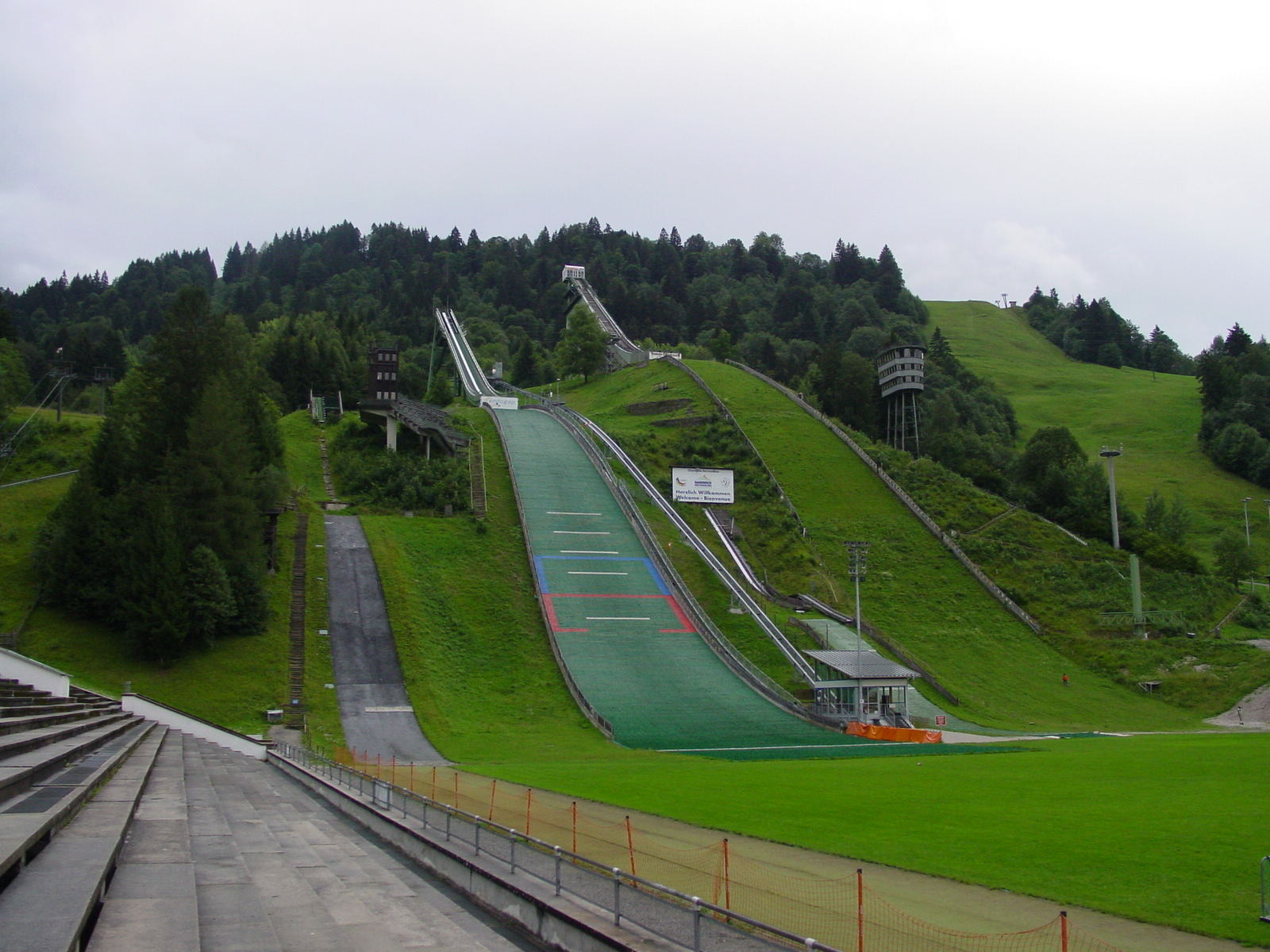
Olympijské skokanské můstky v Garmisch-Partenkirchenu